# ديب واتر هورايزن
منصة ديب واتر هورايزن منصة في المياه العميقة لحفر آبار النفط البحرية. تملكها شركة ترانس أوشن. بنيت عام 2001 في كوريا الجنوبية من قبل شركة هيونداي للصناعات الثقيلة. في 20 نيسان 2010 انفجرت المنصة وأسفر الانفجار عن مقتل 11 من أفراد الطاقم. تسبب الانفجار بأكبر تسرب نفطي بحري في الولايات المتحدة.

## وصلات خارجية
- http://www.deepwater.com/